# 晋北战役
晋北战役发生于发生于1946年6月，至1946年8月结束，是第二次国共内战战略防御阶段初期，晋北野战军与國民革命軍在山西省北部发生的一场战役。

## 背景
1946年5月，国共冲突日趋激烈。国民革命军阎锡山部在晋北展开攻势，截至第二次国共内战全面爆发，相继占领中國共產黨控制的晋北解放区几十座城镇。为遏制国军对晋绥和晋察冀解放区的攻势，中共中央军委6月19日发出指示，作战步骤为：第一步夺取太原、大同间的同蒲铁路北段，第二步以晋察冀和晋绥两军区主力会攻大同，第三步夺取正太路，相机攻占石家庄、太原。

## 作战部署

### 国军
国民革命军阎锡山部于1946年6月攻入晋西北后，在山西太原以北地区有2个军、7个师，划分为北岳和关南两个作战区：
- 以大同、怀仁、山阴、应县、朔县五个县为北岳区，部署一万五千兵力，由第四十三军军长楚溪春为总指挥。
- 以宁武、崞县、代县、繁峙、五台、定襄、忻县为关南区，驻有一万七千人，由其第十九军军长于振江为总指挥，以原侵华日军将领今村方策副总指挥。

在这些守备区域内计有据点和碉堡一百四十多个，以收编的日伪军协助防守。

### 晋北野战军
贺龙接获中共中央军委进攻晋北的命令后，认为晋绥部队要南北同时对抗傅作义和阎锡山部，兵力不足，必须在傅作义尚未赶到之前，全力消灭阎锡山的1至2个师，夺取晋北同蒲路沿线及其两侧的岱岳、宁武、崞县、代县、五台、定襄、忻县等地，使晋绥、晋察冀两解放区连成一片，获得人力、物力的补充，以利于尔后会攻大同。
贺龙将这一方案上报中共中央军委，并建议从晋察冀军区调1个旅，共同完成这一任务。中共中央军委批准了贺龙的计划，并由晋察冀军区调第四纵队第十一旅和地方部队部协同作战。据此，晋绥军区命令晋绥野战军独二旅、雁门军区的地方兵团和晋察冀军区十一旅等部共一万五千兵力，组成晋北野战军。以周士第为司令员兼政委，贺炳炎为副司令员，廖汉生为副政委，王绍南任参谋长，张国声任政治部主任。统一指挥晋北战役。
贺龙对周士第说，晋北野战军要乘胜夺取宁武、原平、崞县、代县，然后攻占五台、忻州，完成任务后再行北上夺取怀仁、应县，为今后会攻大同造成有利形势。

## 战役过程
1946年6月26日，晋北野战军对朔县发起突然攻击。战至27日，消灭国军1200余人。占领朔县，进逼宁武。
6月29日，晋北野战军独立第二旅进攻宁武。宁武由阎锡山保安第十二团和第四十师三团一部共约一千四百人驻守，保安第十二团团长辜仁声任宁武总指挥，城外建有壕沟和碉堡。独立第二旅对城外据点及碉堡发起攻击，30日下午扫清了外围据点，消灭守军三百人。同日又趁夜间发起攻城。城中守军弃城突围。途中遭晋北野战军拦截，损失惨重，只余三百余人退入原平镇中，7月1日晋北野战军占领宁武。
7月2日四纵十一旅进攻繁峙，两天后攻克了繁峙县，消灭守军六百余人。守卫代县国军闻晋北野战军兵至，弃城撤退到崞县城中。7月8日，晋北野战军独二旅抵达崞县。崞县城驻有国军第四十师第二团，以及部分地方武装计有守军二千三百人，工事比较坚固，防守严密，易守难攻。11日晚，独立第二旅在扫除了崞县外围据点后，于夜二十三时发起攻城战斗。以炸药包将城墙炸开两处缺口，随后攻入城内，经过四小时激战，消灭守军二千二百余人，俘虏800余人，独二旅伤亡七十八人。对于这次攻坚的胜利，贺龙极为重视，将其经验归纳为四条，即
1. 集中火力，突破一点；
2. 登城后，有准备地击退敌人的反冲击；
3. 预先划分各部队进城后的作战区域；
4. 敌人将肃清时，主力应迅速集中，以便打援和追击。

7月22日，将这些经验报告中共中央军委。7月26日，毛泽东批示说：“攻崞经验甚好，望通报张垣、太行及陈赓，以供参考。”
攻克崞县后，阎锡山收缩兵力，将原平、五台、定襄等地的军队急速集中忻县，使忻县的守军增加到8000余人，包括第十九军军部、第三十七、三十九和第四十师各一部，以及一些保安团队。城防工事经过原侵华日军多年整修加固，配备重火力防守，构成了纵横交叉、内外相连的防御体，由十九军副军长于振河和日军今村少将指挥。7月16日，晋北野战军主力南下，接近忻县。贺龙告诉周士第：阎锡山怕丢了忻县，危及太原，很可能调兵增援，那时，你们可以打援，在野战中消灭其一部，并力争将敌各个击破。忻县是太原北大门，阎锡山担心忻县丢失会危及太原，一面命令第七集团军总司令赵承绶飞往忻县，为守城官兵打气，并枪毙了逃到大同的朔县城防司令张文龙，逮捕了在崞县作战失利的第四十师师长王乾元；一面急调第六十八师师长许鸿林率两个团北上增兵忻县。周士第根据贺龙意见，留1个旅在忻州外围监视敌人，主力8个团迅速南下打援。7月23日，在平社地区的汾阳岭、邢家山一带将许鸿林的两个团1500余人基本歼灭。许鸿林仅率200余人逃脱。贺龙决心乘胜攻占忻县，命令在离石的独四旅旅长顿星云、政委杨秀山率两个团即刻北上，加入晋北野战军，增加攻城力量。7月31日，晋北野战军对忻县火车站、大营盘、匡村、南关及西城门发起攻击，但由于当天雨下的特别大，导致河东部队无法参战，天亮前，部隊只好返回原驻地修整。第二天，3架飞机向晋北野战军扫射轰炸，遭高射武器还击，有一架敌机被击落在东社、逯家庄村附近。周士第下令撤回原阵地。8月11日，第二次攻城，仍未能突破城防工事。根据中共中央军委指示，将开始大同战役，晋察冀军区参战部队须撤回去整训。晋北野司于8月14日接到军区的命令，立即北上大同。贺龙于8月15日下令晋北野战军撤回休整，准备参加会攻大同的战事，晋北战役至此结束。8月15日，晋北野司在部落村召开了战役总结大会，忻州党政军领导参加这次大会，会后传达了军区三点指示：
- 部队北上后，敌人一定会疯狂报复，要提高警惕性，加强对敌斗争；
- 要求地方党政军机关立即转移后方，以对敌斗争为中心，积极开展工作；
- 东、西忻县政府合并为忻县政府，郅应堂为书记，刘杰为县长，属六专署、六地委领导。

会后，六分区、专署地委转移崞县屯瓦镇．忻县政府转移到寺坪，做好了应付敌人报复的准备工作。六分区司令员孙绍群指挥第19团、第20团、第42团与閻军第39师、第40师转入长期相持作战，直至1948年春夏。

## 战役结果
在晋北战役历时50多天，晋北野战军先后占领城镇9座，歼灭国民革命军阎锡山部8600余人，切断了大同、太原间国军联系，控制了忻县以北的同蒲铁路，使大同之国军陷于孤立。
晋察冀军区部队在七月前后40多天中佔領了山阴、繁峙、原平、五台、定襄等城镇，歼敌8000多人，基本实现了预期目的。